# Стінна ящірка
Стінна ящірка (Podarcis) — рід ящірок родини справжніх ящірок (Lacertidae). Представники роду поширені в Європі та Північній Африці. Описано 28 видів.

## Етимологія
Наукова назва роду походить від грец. ποδαρκής = швидконогий.

## Опис
Ящірки середнього розміру. Загальна довжина тіла представників цього роду становить 20—25 см. Хвіст майже вдвічі  перевищує довжину тулуба з головою; ламкий, здатний до регенерації. Самці трохи більші за самиць. Голова висока,пірамідальна, вкрита парними і непарними щитками. Шия та горло чітко відділені від тулуба. Тіло вкрите ребристою лускою. 
Забарвлення верхньої сторони тіла коричневе, буре або зеленувате. Боки й черево часто забарвлені в синій, помаранчевий, або жовтий колір. Трапляються також майже повні меланісти. Самиці мають яскраві, іноді темні смуги з боків хребта. У самців на спині є світлі крапочки та плями, часто сітчастий візерунок. 

## Поширення
Представники роду поширені на Балканському півострові, Молдові, на півдні України, Іонічних островах, в Іспанії, Італії, Північній Африці. Окремі види успішно інтродуковані в Північній Америці.
В Україні рід представлений єдиним видом — ящіркою кримською (Podarcis tauricus).

## Особливості біології
Стінні ящірки населяють як правило гірські місцевості, тримаючись переважно різного роду скель та відслонень гірських порід, а також нагромаджень каміння, розвалин, кам'яних стін та огорож, звідки, імовірно, походить і назва роду. Трапляються як високо в горах, так і на прилеглих рівнинах, у тому числі в садах, виноградниках та на околицях населених пунктів.        
Представники роду належить до яйцекладних ящірок. У період розмноження самці ревно охороняють свої індивідуальні ділянки, оглядаючи їх із високих предметів.  Самиці відкладають до 7 яєць. Часто буває кілька кладок за сезон. Новонароджені ящірки з'являються наприкінці липня — на початку вересня.
Харчуються комахами та іншими дрібними безхребетними, нерідко поїдають ягоди та насіння рослин. 

## Систематика
Представники роду близькі до скельних ящірок групи Archaeolacerta, з якими довгий час ототожнювались. Від останніх відрізняються за деякими морфологічними та анатомічними ознаками, зокрема несплощеною головою, особливостями лускового покриву і скелету.
Описано 28 видів:
- Podarcis bocagei
- Podarcis carbonelli
- Podarcis cretensis
- Podarcis erhardii — Стінна ящірка Ерхарда
- Podarcis filfolensis — Стінна ящірка мальтійська
- Podarcis gaigeae
- Podarcis galerai(інші мови)
- Podarcis guadarramae
- Podarcis hispanicus — Стінна ящірка іспанська
- Podarcis ionicus(інші мови)
- Podarcis latastei(інші мови)
- Podarcis levendis
- Podarcis lilfordi — Стінна ящірка Лілфорда
- Podarcis liolepis
- Podarcis lusitanicus
- Podarcis melisellensis — Стінна ящірка далматська
- Podarcis milensis — Стінна ящірка мілоська
- Podarcis muralis — Стінна ящірка постінна
- Podarcis peloponnesiacus — Стінна ящірка пелопонеська
- Podarcis pityusensis — Стінна ящірка пітіусенська
- Podarcis raffonei
- Podarcis siculus — Стінна ящірка італійська
- Podarcis tauricus — Стінна ящірка кримська
- Podarcis thais
- Podarcis tiliguerta — Стінна ящірка тіренська
- Podarcis vaucheri
- Podarcis virescens(інші мови)
- Podarcis waglerianus — Стінна ящірка сицилійська

Найвищого видового різноманіття стінні ящірки досягають на численних скелястих островах Середземномор'я, причому систематичне положення їх постійно переглядається герпетологами.